# 빌리 아이크너
빌리 아이크너(영어: Billy Eichner, 1978년 9월 18일 ~ )은 미국의 배우이다.

## 출연 작품
- 노엘
- 라이온 킹 - 티몬 역
- 무파사: 라이온 킹 - 티몬 역